# Bagneux (Deux-Sèvres)
Bagneux era una comuna francesa que estaba situada en el departamento de Deux-Sèvres, de la región de Nueva Aquitania, que en 1972 pasó a formar parte de la comuna de Argenton-l'Église como comuna asociada.

## Historia
El 1 de enero de 2019 pasó a ser una comuna delegada de la comuna nueva de Loretz-d'Argenton.

## Demografía
| Gráfica de evolución demográfica de Bagneux entre 1793 y 1968 |
|                                                               |
| Datos según el nomenclátor publicado por la EHESS/Cassini.    |